# Urogymnus asperrimus
Urogymnus asperrimus é uma espécie de peixe da família Dasyatidae.
Pode ser encontrada nos seguintes países: Austrália, Território Britânico do Oceano Índico, Costa do Marfim, Fiji, Guam, Índia, Indonésia, Quénia, Malásia, Maldivas, Ilhas Marshall, Micronésia, Moçambique, Nova Caledónia, Marianas Setentrionais, Omã, Palau, Papua-Nova Guiné, Filipinas, Senegal, Seychelles, Somália, África do Sul, Tailândia e Vietname.
Os seus habitats naturais são: mar costeiro.